# 組織 (社会科学)
社会科学における組織（、英: organization）は、共通の目標を有し、目標達成のために協働を行う、何らかの手段で統制された複数の人々の行為やコミュニケーションによって構成されるシステムのことである。

## 定義
社会科学において、組織という用語は様々な用いられ方をしている。学問領域や、組織を捉える視座によって、対象とする範囲や定義は様々である。

### 社会科学における組織
社会科学は、現代の制度や組織 (institution) を研究する学問である。人体を構成する器官のように、個々の組織は何らかの機能を持っている。一般的には、組織は「共通の目標を達成するために、計画的に調整される、人々の行動」のように、厳密というよりはむしろ緩やかに理解されている。この行動は、通常は公式的メンバーシップおよび公式的形態によって構成される。社会科学では、計画的な公式組織と、非計画的な非公式組織を区別するという特徴がある。制度の観点から組織を分析する前者の立場に立てば、組織は諸個人の永続的な形態と理解される。組織を構成する諸要素やそこでの行動はルールによって決定されるため、タスクは分業と調整のシステムを通じて実行される。
組織は、構造（メンバーシップ、階層構造、ポジション）、コミュニケーション、自律性、組織を集合的主体として行動ならしめるルール、などから定義される。諸要素を計画的に調整することで、組織は個人で対処できる能力を超えた問題を解決できる。組織の利点は個人の能力を強調・追加・拡張することであるが、計画的な調整を通じて惰性と相互作用の減少が生じるというデメリットももたらされる。

### 経営学における組織
企業を研究する経営学において、組織は重要な研究対象の一つである。組織の構造や体系を扱うマクロ組織論と、組織に属する個人や小集団に注目するミクロ組織論に大別される。
経営学においてしばしば引用されるチェスター・バーナードらは、組織を協働の体系（システム）として捉えている。
- 意識的に調整された、2人またはそれ以上の人々の活動や諸力のシステム (Barnard, 1938)[1]
- 1人の人間の力では実現できないような困難な目標を達成しようとするときに生じる複数の人間の協同（経営学用語辞典、1997年）[2]

組織における意思決定プロセスに注目したハーバート・サイモンは、コミュニケーションのパターンに注目している。
- 意思決定とその実行の過程を含めた、人間集団におけるコミュニケーションとその関係のパターン (Simon, 1945)[3]

## 組織の特徴
組織は集団や群衆とは区別される。組織には、集団や群衆には存在しない、以下のような特徴がある。

### 共通の目標
「成員間で共有される共通目標が存在する」ことが、組織を定義づける要素の1つである。共通の目標がなければ、同じ時刻・同じ場所に居て同じ行動をとる人々の集まり（例えば劇場に集う観客など）も、組織とは言わない。

### 分業と調整のメカニズム
組織には、複数人で共通の目標を達成するにあたって必要な組織全体の仕事やタスクの分業と調整を行うメカニズムが必要である。共通の目標が人々によって共有されていても、個々人が個別的に仕事を遂行するならば、それは組織とは言わない。例えば「鉄腕アトムを目標にロボットを作る無関係な2人の若者」は目標が共通だが組織ではない。
- 分業: 組織全体の仕事を分割し、個々人に割り当てること
- 調整: 分割され個々人に割り当てられた仕事を統合し、組織全体の仕事として完成させること

## 構造
組織が大きくなる（組織を構成する成員の数が増える）につれて、組織は機能や目的に従って何らかの構造を持つようになる。構造は組織図などによって明示化されることもあれば、暗黙的に生じることもある。それらの構造の類型を組織形態と呼ぶことがある。
主に企業について、組織構造には以下のものがある: 
官僚制組織
高度に専門化した職務に分化され、ピラミッド型の階層を構成する。上意下達の指示、命令が行われ、支配秩序が整備される。コンティンジェンシー理論によれば、不確実性の低い環境下で効果を発揮する。不要なレントシーキングを防ぐ効果もある。

### 職能別組織構造
職能別組織構造（英: functional organizational structure）は集団を機能ごとに分割した組織構造である。
職種に基づき構成員を営業・生産・開発といった部署へ配属し管理する。部署が担う業務範囲が限られるため、機能効率を追求しやすく専門性を蓄積・確立しやすい。中小企業に多い形態である。一方、全般的な管理能力が身につきにくい、意思決定が遅くなる可能性があるなどの欠点もある。

### 事業部制組織構造
事業部制組織構造（英: divisional organizational structure）は集団を事業・製品ごとに分割した組織である。
事業・製品に基づき構成員を食品部・清涼飲料水係といった部署へ配属し管理する。各事業部が独立的に活動を展開することが多い。事業部間に競争原理が働くことなどによるメリットの一方、同じ組織内で不要な競争が生じたり、事業部をまたがるような活動が行いにくくなるといった弊害も指摘されている。

### マトリックス組織
事業部制と職能別組織を複合した組織構造で、縦の組織と横の組織を組み合わせる。さらに3次元マトリックス組織もある。職能ごとの高度な専門性と、事業部組織の持つ行動力などのメリットを同時に達成できる。一方、1人の人間が縦横2つの組織に属することになるため、命令系統が混乱し、複雑な調整が必要になるデメリットがある。
プロジェクト組織
特定の課題を解決するために各部門から専門家を集めて臨時に編成される組織。
ラインとスタッフ
ピラミッド型の命令系統の中に位置づけられ、実業務を直接遂行する構成員（ライン）と、その命令系統から離れ専門家としてラインの業務を補佐する構成員（スタッフ）からなる。

### 公式組織と非公式組織
一般に、組織には階層構造が存在し、公式に定められた権限関係が存在する。公式に定められた階層構造や権限関係は、組織図によって表される。組織図によって表されるような公式的で明示的な組織構造を、公式組織と言う。例えば「社長 - ○○部 - ××課」などの権限関係は、組織図に明示化される公式組織である。
公式組織とは異なる、成員間の個人的・人間的なつながりから生じる組織構造を、非公式組織と言う。例えば趣味や飲み会を通じて生じる、公式的には確認することのできない個人的なつながりを言う。非公式組織は、公式組織には存在しない成員間のつながりや公式組織とは異なる種類の関係を組織にもたらし、組織全体の情報伝達やコミュニケーションに影響を与える。米国で行なわれたホーソン実験において、非公式組織を介した一体感などの意識が勤労意欲を支えているモラルに大きな影響を及ぼしていることが分かっている。

## 組織・団体の類型
社会科学における組織・団体の分類の方法としては様々な論点があるが、ひとつの見方としては、公的組織（公法人）と民間組織（私法人・私人）という分類がある。
公法人とは公の事務を行うことを目的とする法人で、官公庁や地方公共団体が該当する。
民間組織はさらに営利組織と非営利組織とに大別される。営利組織とは、組織が外部的経済活動によって得た利益を構成員へ分配することを目的とした組織で、その典型は企業である。
非営利組織は、広く社会の公益に資することを目的とする公益団体と、組織の構成員の利益に資することを目的とする共益団体とに分類される。前者には任意団体や教育機関、後者には労働組合や農業協同組合が含まれる。